# سناء منصور
سناء منصور إعلامية مصرية من مواليد القاهرة  في 12 مايو 1941 وحصلت على ليسانس الآداب قسم الصحافة عام 1961 من جامعة القاهرة.

## حياتها العملية
عملت بعد تخرجها في 1 أكتوبر 1962 بوكالة أنباء الشرق الأوسط كمحررة، وفي 17 أغسطس 1967 نقلت إلى الإذاعة، نالت الخبرة من مفيد فوزي، والإعلامية آمال فهمي، وطاهر أبو زيد، وكان أول راتب لها 17 جنيه ونصف. عملت كمذيعة بإذاعة الشرق الأوسط، وفي الفترة من عام 1968 إلى 1972 حصلت على إجازة دراسية بدون مرتب للدراسة بجامعة السوربون بفرنسا، وفي عام 1972 عملت بإذاعة مونت كارلو وذلك حتى عام 1976، وفي عام 1981 تمت إعارتها لمدة ستة أسابيع للعمل بمنظمة اليونيسيف بمنطقة الخليج العربي كخبيرة لبرامج الأطفال، وفي عام 1984 عينت مديرة لإدارة البرامج الخفيفة والمنوعات بإذاعة الشرق الأوسط، وفي عام 1985 عينت مديراً عاماً للبرامج الفنية، وفي عام 1988 عينت نائباً لرئيس شبكة الشرق الأوسط، وفي عام 1990 عينت رئيساً للشبكة كندب وثبتت رئيساً للشبكة في 28 مايو 1991. وفي 4 أكتوبر 1994 عينت نائباً لرئيس الإذاعة المصرية. وفي 29 يونيو 1995 عينت رئيساً لقطاع القنوات الفضائية في اتحاد الإذاعة والتلفزيون، وظلت في هذا المنصب حتى أحيلت للتقاعد عام 2001.

## زواجها
قالت سناء منصور: " كنا أعضاء في مجموعة اسمها "المرشدين المتطوعين"، وكانت تضم طلبة جامعة القاهرة، والذين يتم اختيارهم لإجادتهم اللغات الأجنبية وتدربهم الدولة لكي يكونوا مرافقين لضيوف المؤتمرات التي تقام في مصر، سواء للمغتربين العرب أو للمؤتمرات الأفروآسيوية، وكان الدكتور نبيل سالم  رئيسا لهذه المجموعة وكنت أنا في سنة أولى جامعة فتعارفنا خلال أنشطة المجموعة، ثم بعد التخرج ذهب كل منا في طريقه وسافر نبيل لتكملة دراسته بأمريكا، وكان ذلك في نهاية الخمسينيات. ثم التقينا مرة أخرى في نهاية السبعينيات خلال عيد ميلاد أحد الزملاء القدامى..ومن هنا بدأت القصة وتزوجنا بعدها بستة أشهر سنة 1978.

## سناء منصور تروي بدايتها
قرر الدكتور عبد القادر حاتم، وزير الإرشاد القومي، أن يُنشئ أول إذاعة تجارية خفيفة على مستوى العالم العربي (إذاعة الشرق الأوسط) ... تم الاتفاق على تدريب مذيعين جدد تم اختيارهم بعد اختبارات عدة وتم تدريبهم لمدة ستة أشهر ... كنا نذهب للإذاعة من السادسة صباحاً وكأننا على الهواء ... حتى كانت ساعة الظهور للنور في أول مايو 1964 ... ذهبت إلى باريس في منحة من قبل وزارة الإعلام كجزء من التعاون الفرنسي العربي. كنت أدرس صباحاً وأعمل في راديو باريس فالمنحة كانت 700 فرنك شهرياً فقط، وهو مبلغ زهيد ومع الوقت أصبح راتبي تسعة آلاف فرانك، وكانت الصدفة أن إلتقيت مدير مونت كارلو التي كانت مجرد مشروع على الورق في راديو باريس وكان يبحث عن مذيعة تتحدث اللغة العربية والذي دعاني للغذاء وطلب مني أن تظهر إذاعة مونت كارلو خلال 17 يوم فقط ليبدأ البث في الأول من مايو. كان التحدي كبير أذ كنت وحيدة بدون مهندس أو مذيعين ومطلوب مني إعداد إذاعة تبِث يومياً لمدة أربع ساعات من الرابعة ظهراً وحتى الثامنة ليلاً بمقابل 4500 فرانك وتأسست إذاعة مونت كارلو في عام 1972.
كان لي ... بالفضائية المصرية نظاماً مختلفاً عن باقى قطاعات التلفزيون المصرى ... كنت أقوم بدور الستايلست والمخرج ومدير التصوير للمذيعين، كما استعنت بعظماء من أمثال أحمد رضوان، وهالة الحديدى، ومحمود سلطان لتدريب المذيعين الجدد والذين اخترتهم بعناية من خريجي الجامعة الأمريكية ومعهد السينما.

## أهم برامجها
من أهم البرامج التي قدمتها في الإذاعة (الاحتياط واجب - قبل المدرسة - أبجد هوز - موسيقى البوب)، كما قدمت عدد من البرامج في التلفزيون منها (تحقيق - الكاميرا تفكر - أوسكار- الظل الأحمر - السفيرة عزيزة)

## وصلات خارجية
- سناء منصور على موقع قاعدة بيانات الأفلام العربية